# Östtimors historia

Östtimors flagga.

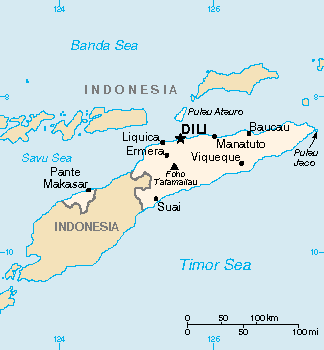
Timor.

Östtimors historia präglas av handel med sandelträ och kryddor, begärliga varor i Kina, Indien och Europa. Det största förkoloniala riket i regionen var hinduiska kungariken, som från 1000-talet bedrev handel med Songdynastin i Kina. Portugisiska sjöfarare började anlända till Timor i början av 1500-talet och fick snart konkurrens av Holländska Ostindiska Kompaniet. År 1702 bildades kolonin Portugisiska Timor och ön delades i Västtimor och Östtimor. Efter Nejlikerevolutionen i Portugal 1974 genomfördes en folkomröstning och Östtimor blev självständigt. Men redan efter nio dagar invaderade Indonesien och förklarande landet för en provins Indonesien. Det dröjde sedan till 2002 innan Östtimor blev självständigt.

## Mytologiskt ursprung

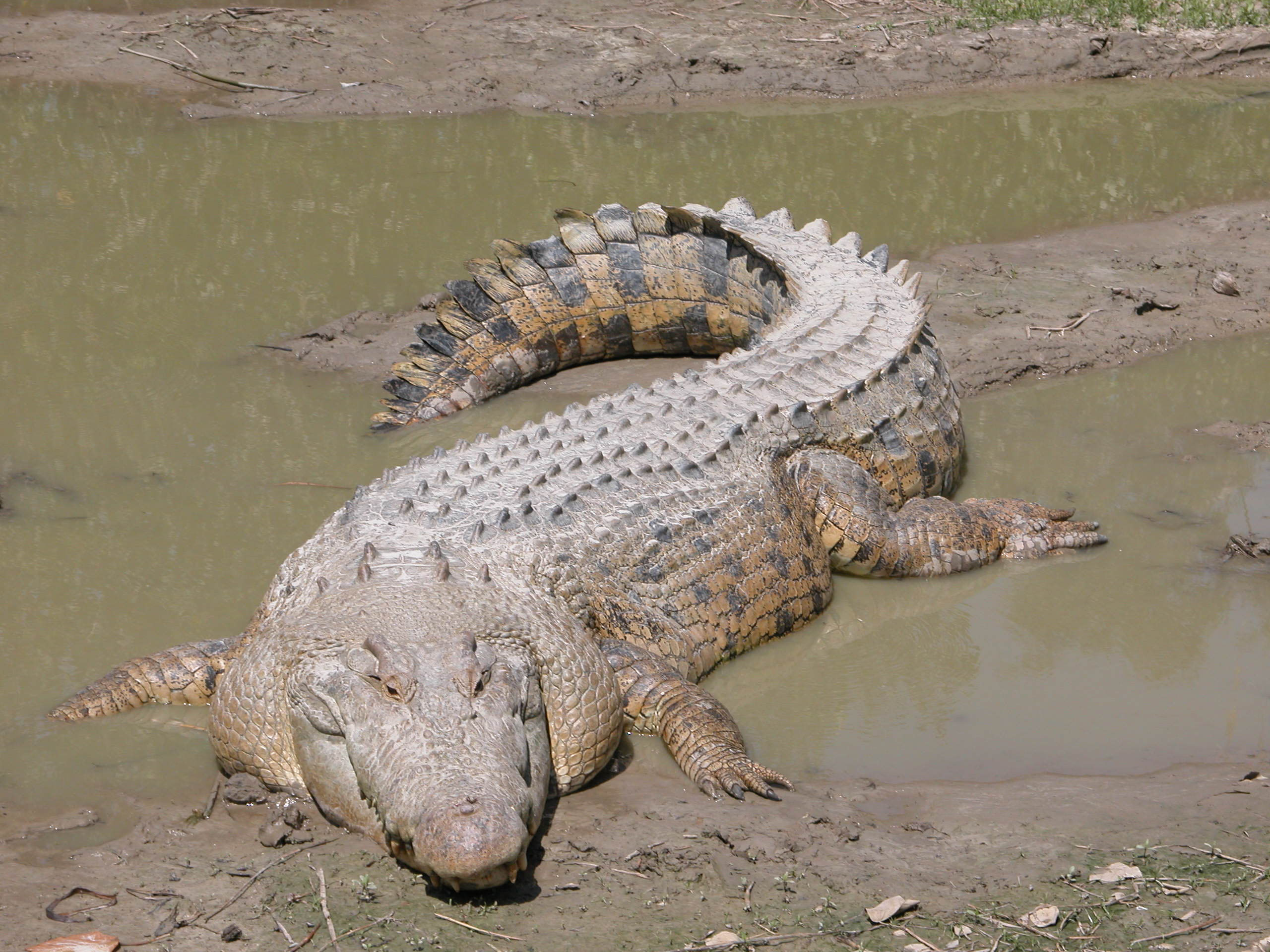
Saltvattenkrokodilen ('Maximo').

Legenden berättar att en pojke hjälpte en krokodilunge att hitta ner till havet. Som tack fick pojken följa med på långa resor över havet. När krokodilen dog blev dess kropp ön Timor, som befolkades av pojkens ättlingar. Än idag har krokodilen en stor betydelse i Östtimor. När timoreser vill simma i havet säger de: ”Farfar, jag är din släkting, sluka mig inte!”

## Tidig historia
Timor har varit bebott i cirka 40 000 år. De första invandrarna var Australider som kom från 40 000 år till 20 000 f.Kr. När isen sedan smälte steg havsytan 5 meter eller mer. Därefter inträffade Pleistocen då det var istid i större delen av Europa. Då började en andra folkvandring från Melanesien 3 000 år f.Kr. Denna migration orsakades av att havsytan höjdes efter istidens slut. Melaneserna hade utvecklat båtbyggeri och navigationskonsten och bosatte sig vid Timors kuster. Den tredje gruppen invandrare var malajer och Hakka folk från Kina. Invandrarna drog sig inåt landet där odlingsbetingelserna var mer fördelaktiga. Timoreserna fick så småningom kontakt med utlänningar som upprättade handelsstationer.

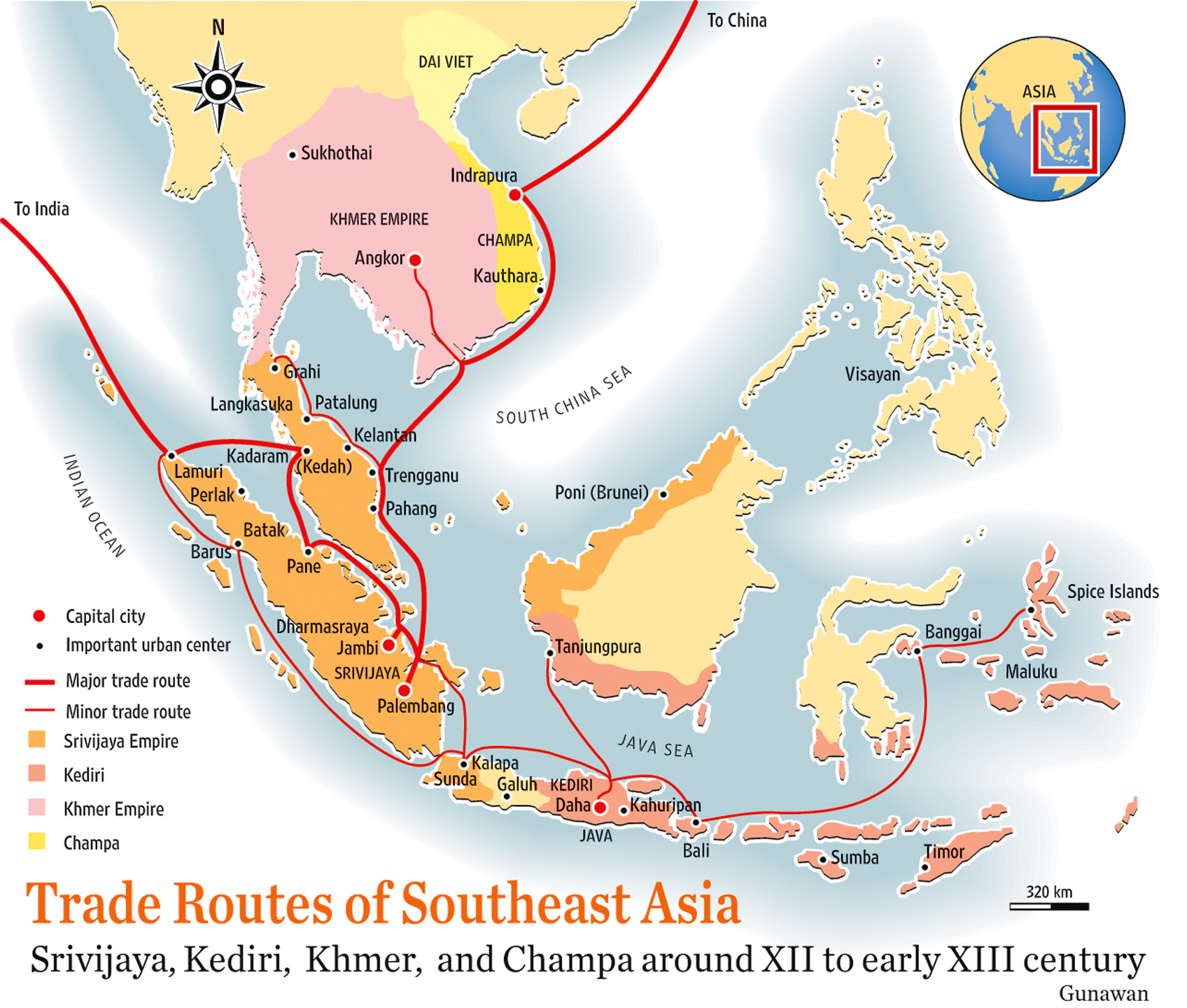
Srivijaya och Kediri omkring 1100-talet till tidigt 1200-tal.

På tusentalet regerade de hinduiska kungarikena Shrivijaya på Sumatra och kungariket Kediri på ön Java. Dessa riken expanderade österut och kom att omfatta Timor. Handel med Songdynastin i Kina utvecklades från 1100-talet. Kinesiska handelsmän hade upptäckt sandelträ på Timor och sålde denna begärliga vara i Indien och Kina.
Det sista hinduiska kungariket Majapahit regerade mellan 1293 och 1500 och omfattade en stor del av nuvarande Indonesien. Internationell handel utvecklades ytterligare. Importen bestod främst av textilier, metallvaror och ris i utbyte mot sandelträ, bivax och slavar.
När de första européerna kom till Timor fanns det flera kungariken med kungarna Oibich, Lichisana, Suai och Canabaza. Oibich var mäktigast och kallades Wehale. Han styrde över de andra och betalade skatt till Majapahit imperiet.

### Möte med Portugal

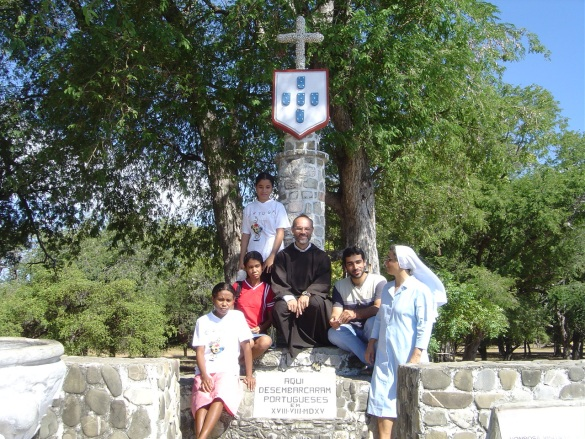
En Padrão markerar platsen vid Lifau.

Den första europén som landsteg på Timor var António de Abreu. Efter erövringen av Malacka utsågs Abreu till ledare för en expedition med uppgift att finna kryddöarna. På återresan angjordes östra Timor i januari 1512. De upptäckte att kineser och araber hade bedrivit handel med Timor i många år. 
Tre år senare anlände en portugisisk expedition med dominikanerpräster och köpmän till distriktet Lifau på nordkusten. Den 18 augusti invigdes en Padrão (minnessten) för att markera platsen för den första landstigningen.
År januari 1522 anlände två fartyg från den första världsomseglingen. Ferdinand Magellan hade dödats i ett lokalt krig på en ö i Filippinerna i april året innan. Ledare för de resterande två fartygen var spanjoren Juan Sebastián de Elcano. Elcano började förhandla med invånarna om proviant, vatten och peppar. Det gick långsamt och då tog besättningen en av ledarna som gisslan och släppte honom när de fått de begärliga varorna.
Den första europeiska bosättningen grundades 1556 av munkar från Portugal.

## Kolonisation
Ön Timor koloniserades av Portugal i mitten av 1700-talet. Efter långvariga konflikter i området med Nederländerna lämnade Portugal Västtimor 1859 men behöll Östtimor. Portugal intresserade sig främst för kustområdena och lämnade de inre delarna av ön i fred fram till 1920-talet, då man försökte få en hårdare kontroll över kolonin.
Ännu vid andra världskriget utbrott fanns varken asfalterade vägar, elektricitet eller vattenledningar. Portugal hade vid krigsutbrottet förklarat sig neutralt. Australien placerade en militär styrka på den strategiska ön. 1942 ockuperade Japan Timor och de australiska soldaterna förde gerillakrig mot japanerna. Det blev en hård tid för civilbefolkningen. Efter 1945 återtog Portugal Östtimor som koloni.

## Vägen till självständighet
Diktaturen i Portugal störtades i Nejlikerevolutionen 1974 och demokratiska reformer inleddes. Den nya regeringen utsåg Mário Lemos Pires till ny guvernör i Portugisiska Timor. När Pires anlände till Östtimors huvudstad Dili utfärdades ett dekret att tillåta politiska partier. 
Flera partier bildades, varav de största var:
- Timors Demokratiska Union, UDT[a]
- Revolutionära Fronten för ett Självständigt Östtimor, FRETILIN[b]
- Timors Folkdemokratiska förbund, APODETI[c]

Fretilin blev störst på landsbygden och satsade på utbildning av folket. Från 1975 samarbetade UDT och Fretilin som båda krävde självständighet. De flesta studenter gick med i Fretilins studentorganisation, Unetim. Studenterna spelade en stor roll på landsbygden. De kunde resa överallt, bo i små byar, undervisa folket och förklara varför självständighet var så viktigt.  Den indonesiska konsuln i Dili gav hemligt stöd till Apodet, men partiet vann inte många anhängare hos befolkningen. I maj kallades ledarna av UDT till Indonesiens huvudstad, Jakarta och fick besked att samarbetet med Fretilin måste upphöra. 

### Inbördeskrig och invasion
Den 11 augusti 1975 genomförde UDT en statskupp i Dili vilket ledde till gatustrider. Guvernör Pires flydde till ön Atauro norr om Dili. Efter tre veckors inbördeskrig hade Fretilin kontroll över hela Östtimor och utropade självständighet den 28 november 1975. Francisco Xavier do Amaral valdes som president, Nicolau dos Reis Lobato blev statsminister och José Ramos-Horta utrikesminister.
Indonesisk militär hade under året förstärkt sin närvaro i Västtimor. Den 7 december invaderade Indonesien Östtimor. Under invasionen ägde våldtäkter och massmord rum. I mitten av februari 1976 beräknas 60 000 timoreser ha dödats. I juni 1976 blev Östtimor en indonesisk provins. I kampen mellan Fretilins väpnade gren, Falintil och den indonesiska militären beräknas minst 100 000 personer ha blivit dödade.

### Ockupation och motstånd
José Ramos-Horta reste till New York tre dagar efter invasionens för att informera FN:s säkerhetsråd om den indonesiska militärens agerande. Den 12 december 1975 antog Förenta Nationernas generalförsamling resolution 3485, som bekräftade att ... 
| ”                                    | Portugals företrädare yttrade sig som styrande makt om utvecklingen i portugisiska Timor. ... [Generalförsamlingen] beklagar de indonesiska styrkornas militära ingripanden i portugisiska Timor och uppmanar Indonesiens regering att omedelbart dra tillbaka sina trupper från territoriet ... och uppmanar säkerhetsrådet att snarast vidta åtgärder skydda portugisiska Timors territoriella integritet och dess rätt till självbestämmande. | „ |
| – Resolution 3485, 12 december 1975. | |   |

Men Indonesien fortsatte invasionen med hemligt stöd från USA. Indonesiska marinen besköt huvudstaden, fallskärmstrupper landsattes på stränderna och den näst största staden, Baucau intogs.
Fretilin kontrollerade landsbygden där de hade folkets stöd och de var väl beväpnade, eftersom de hade övertagit den portugisiska kolonialmaktens vapen. 
Kommunistiska partiet i Australien hade tidigt befarat Indonesiens invasion och därför skänkt en radiostation till Fretilin. Tack vare Radio Maubere kunde Östtimors informatonsminister, Alarico Fernandes informera befolkningen på landsbygden och skicka meddelanden till Falintils soldater. Detta kunde pågå till 12 december 1978.
Många civila blev offer för massakrer, avrättningar eller tortyr. Indonesiskt flyg använde napalm och förstörde landsbygdens åkrar och de flesta dödsoffren dog av svält.

### FN förvaltning
I en FN-ledd omröstning 1999 röstade en klar majoritet av befolkning för självständighet. Detta ledde till att indonesisk militär ökade sina aktiviteter i Östtimor. Följden blev mer än tusen döda och 300.000 flyktingar, samt att en stor del av landets infrastruktur förstördes. 20 september 1999 anlände INTERFET (International Force for East Timor) vilket avslutade våldsamheterna.
Den 20 maj 2002 blev Östtimor självständigt.
Följande FN-uppdrag har funnits för Östtimor:
- UNAMET - UN Mission in East Timor, 1999
- UNTAET - UN Transitional Administration in East Timor, 1999-2002
- UNMISET - UN Mission in Support of East Timor, 2002-2205
- UNOTIL - UN Office in Timor Leste, 2005-2006
- UNMIT - United Nations Integrated Mission in Timor Leste, 2006-

### Efter självständighet sedan 2002
Östtimoriansk politik domineras av två läger: företrädare för det gamla självständighetspartiet Revolutionära fronten för ett självständigt Östtimor (Fretilin), samt politiker i kretsen kring den forna gerillaledaren, presidenten och premiärministern Xanana Gusmão och partiet Nationella kongressen för återuppbyggnad av Östtimor (CNRT). Sedan sommaren 2020 regeras landet av en Fretilinledd fyrpartiregering under premiärminister Taur Matan Ruak. Östtimor är ett land med mycket pengar men med många fattiga invånare. Samtidigt som olje- och naturgasutvinning ger goda inkomster till staten lever ungefär var tredje invånare i fattigdom. En viktig inkomstkälla förutom olja och gas är kaffeexport.